# San Girolamo nello studio (Colantonio)
San Gerolamo nello studio è un dipinto a olio su tavola (151x178 cm) del pittore napoletano Colantonio, facente un tempo parte di uno smembrato polittico per la chiesa di San Lorenzo Maggiore ed oggi conservato nel Museo nazionale di Capodimonte. L'opera è databile al 1445-46 circa.

## Storia
Colantonio operò a Napoli tra il 1440 e il 1470 circa, e visse sia la stagione di re Renato (1438-1442), il colto ammiratore dell'arte fiamminga, borgognona e provenzale, sia quella di Alfonso I d'Aragona (al trono dal 1444), legato agli altri territori della corona aragonese, in particolare la Catalogna, a sua volta ispirata ai modi fiamminghi.
Le diversità di questi due momenti di influenza franco-fiamminga sono ben visibili nei due pannelli principali dell'ancóna per la chiesa francescana di San Lorenzo, dipinta tra il 1444 e il 1446 circa in momenti diversi, e completata in seguito da Antonello da Messina con le tavolette laterali dei Beati francescani. Il tema generale dell'ancona era la celebrazione del pensiero francescano, di cui san Gerolamo era stato, secondo le teorie di san Bernardino, uno degli ispiratori alla radice.

## Descrizione e stile
San Girolamo è tradizionalmente rappresentato nel suo studio, mentre con un coltellino toglie dalla zampa di un leone una spina, che tormentava l'animale. Secondo la leggenda la belva divenne poi suo compagno fedele. La stanza, è riempita di oggetti che testimoniano la vastità degli interessi culturali del santo-cardinale, il cui cappello è adagiato su un ripiano a sinistra. Uno degli aspetti più interessanti del dipinto è la straordinaria "natura morta" di libri e altri oggetti che riempiono gli scaffali, che dimostrano i riferimenti alla pittura fiamminga.
Il San Gerolamo in particolare registra l'influenza dei modi della corte di Renato d'Angiò e di pittori come Barthélemy d'Eyck, come dimostrano l'attenzione alla resa dei volumi e la profondità spaziale realistica, nonostante negli spazi la prospettiva sia ancora incerta.
Nel pannello della Consegna della Regola francescana invece, pur essendo di uno o due anni soltanto posteriore, si registrano già le diverse influenze legate alla nuova corte aragonese ed alla presenza di artisti catalani.